# Долина вукова (ТВ серија)
Долина вукова (тур. Kurtlar vadisi) турска је телевизијска серија снимана од 2003. до 2005. 
У Србији је приказивана од 2012. до 2014. на телевизији Хепи.

## Синопсис
Али Џандан је тридесетогодишњак који ради за обавештајну службу КГТ, усвојен је у детињству и завршио је факултет политичких наука. Његови родитељи, Омер и Назифе мисле да се бави дипломатијом.
Али је био заљубљен у Елиф, девојку из краја коју је познавао још од детињства. Након што се Али враћа са Косова у Истанбул, његов шеф Аслан Акбеј му саопштава да је изабран за специјални задатак и да има два дана да се опрости са породицом и пријатељима. Обавештајна служба је лажирала Алијеву смрт, након чега му је урађена пластична операција и промењен му је идентитет.
Али постаје Полат Алемдар, коме је сада поверен задатак да уђе у криминални свет и уништи подземље турске мафије. На другој страни је тајкун Сулејман Чакир који се труди да успе у свом послу, а у томе му помаже његова десна рука и телохрантиељ, Мемати Баш.
Аслан Акбеј одводи Полата код бившег криминалца Дурана Емија, који га упознаје са Сулејманом Чакиром. Чакир се веома брзо спријатељује са Полатом, након чега постају пословни партнери и најбољи пријатељи. Тиме Полат улази у свет мафије пуне тајни и ривалстава, и почиње са мисијом да уништи мафију изнутра...

## Улоге
| Глумац:        | Улога:         | Епизоде: |
| -------------- | -------------- | -------- |
| Неџати Шашмаз  | Полат Алемдар  | 2-97     |
| Озгу Намал     | Елиф Ејлул     | 1-97     |
| Октај Кајнарџа | Сулејман Чакир | 1-45     |
| Гуркан Ујгун   | Мемати Баш     | 1-97     |
| Ерхан Уфак     | Ђулу Ерхан     | 34-97    |
| Кенан Чобан    | Абдулхеј Чобан | 30-97    |